# 24.º distrito congresional de California
El 24.º distrito congresional es un distrito congresional que elige a un Representante para la Cámara de Representantes de los Estados Unidos por el estado de California. Según la Oficina del Censo, en 2011 el distrito tenía una población de 678 359 habitantes. Actualmente el distrito está representado por el demócrata Salud Carbajal.

## Geografía
El 24.º distrito congresional se encuentra ubicado en las coordenadas 34°55′11″N 120°06′46″O / 34.9196367, -120.1128451.

## Demografía
Según la Oficina del Censo de los Estados Unidos, en 2011 había 678 359 personas residiendo en el 24.º distrito congresional. De los 678 359 habitantes, el distrito estaba compuesto por 533 521 (78'6%) blancos; de esos, 510 382 (75'2%) eran blancos no latinos o hispanos. Además 10 102 (1'5%) eran afroamericanos o negros, 5 040 (0'7%) eran nativos de Alaska o amerindios, 42 046 (6'2%) eran asiáticos, 1 365 (0'2%) eran nativos de Hawái o isleños del Pacífico, 83 375 (12'3%) eran de otras razas y 26 049 (3'8%) pertenecían a dos o más razas. Del total de la población 195 267 (28'8%) eran hispanos o latinos de cualquier raza; 165 916 (24.5%) eran de ascendencia mexicana, 2 633 (0'4%) puertorriqueña y 1 192 (0'2%) cubana. Además del inglés, 3 062 (19'6%) personas mayor a cinco años de edad hablaban español perfectamente.
El número total de hogares en el distrito era de 232 744 y el 73'7% eran familias en la cual el 34'9 tenían menores de 18 años de edad viviendo con ellos. De todas las familias viviendo en el distrito, solamente el 58% eran matrimonios. Del total de hogares en el distrito, el 4'8 eran parejas que no estaban casadas, mientras que el 0'5% eran parejas del mismo sexo. El promedio de personas por hogar era de 2'86. 
En 2011 los ingresos medios por hogar en el distrito congresional eran de 79 495 US$, y los ingresos medios por familia eran de 109 234 US$. Los hogares que no formaban una familia tenían unos ingresos de 64 239 US$. El salario promedio de tiempo completo para los hombres era de 65 412 US$ frente a los 50 582 para las mujeres. La renta per cápita para el distrito era de 34 359 US$. Alrededor del 6'6% de la población estaba por debajo del umbral de pobreza.